# VALKYRIE 08
VALKYRIE 08（ヴァルキリー・エイト）は、日本の女子総合格闘技イベント「VALKYRIE」の大会の一つ。2010年11月28日、東京都江東区有明のディファ有明で開催された。

## 大会概要
メインイベントでは女子フェザー級タイトルマッチが行なわれ、V一が高林恭子に0-1の判定ドローながら、王座の初防衛に成功した。
セミファイナルでは女子無差別級初代チャンピオン決定トーナメント決勝が行なわれ、中井りんが佐藤瑞穂に1R終了時左目の眼窩底骨折の疑いによるドクターストップでTKO勝ち。王座を獲得するとともにプロデビュー以来9連勝となった。
第5試合では、女子フライ級王者玉田育子が女子フライ級と女子バンタム級の中間である47.0kg契約でスギロックと対戦し、0-3の判定負けを喫した。

## 試合結果
第1試合 女子バンタム級 ヴァルキリールール 3分3R
○  森岡恵 vs.  sakura ×
3分3R終了 判定3-0
第2試合 62.0kg契約 ヴァルキリールール 3分3R
○  米沢知佐 vs.  HARI ×
3R 2:46 TKO（レフェリーストップ：パウンド）
第3試合 54.0kg契約 ヴァルキリールール 3分3R
○  藤野恵実 vs.  anna ×
1R 0:28 チョークスリーパー
第4試合 58.0kg契約 ヴァルキリールール 3分3R
○  あやめ vs.  超弁慶 ×
3分3R終了 判定3-0
第5試合 47.0kg契約 ヴァルキリールール 3分3R
○  スギロック vs.  玉田育子 ×
3分3R終了 判定3-0
第6試合 女子無差別級初代チャンピオン決定トーナメント 決勝 ヴァルキリールール 5分3R
○  中井りん vs.  佐藤瑞穂 ×
1R終了時 TKO（ドクターストップ：左目の眼窩底骨折の疑い）
※中井が王座を獲得。
第7試合 メインイベント 女子フェザー級タイトルマッチ ヴァルキリールール 5分3R
△  高林恭子 vs.  V一 △
5分3R終了 判定1-0
※V一が王座を初防衛。